# Nethinius pallidipes
Nethinius pallidipes är en skalbaggsart som beskrevs av Künckel 1890. Nethinius pallidipes ingår i släktet Nethinius och familjen långhorningar.
Artens utbredningsområde är Madagaskar. Inga underarter finns listade i Catalogue of Life.